# Ambiaxius foveolatus
Ambiaxius foveolatus is een tienpotigensoort uit de familie van de Axiidae. De wetenschappelijke naam van de soort is voor het eerst geldig gepubliceerd in 2000 door Kensley, Lin & Yu.